# Aigues-Mortes
Aigues-Mortes település Franciaországban, Gard megyében. Lakosainak száma 8707 fő (2022. január 1.). Aigues-Mortes Saintes-Maries-de-la-Mer, Le Grau-du-Roi, Saint-Laurent-d’Aigouze, Marsillargues, Mauguio és La Grande-Motte községekkel határos.

## Népesség
A település népességének változása:
| Lakosok száma | 4197 | 4472 | 6012 | 7115 | 8543 | 8385 | 8325 | 8456 | 8664 | 8707 |
|               | 1968 | 1982 | 1999 | 2006 | 2011 | 2015 | 2017 | 2018 | 2020 | 2022 |

## Története
IX. Lajos francia király alapította a 13. század közepén kikötővárosnak, ez lett keresztes hadjáratának kiinduló pontja. A sík, mocsaras területen az erődfalak közé zárt város csaknem szabályos négyszögként terül el. Északnyugati sarkán magasodik a kikötő védelmére emelt Tour de Constance. Tetejéről nagyszerű kilátás nyílik a gótikus városra, a falak gyűrűjére, és az időközben távolabb húzódott tengerre.